# Francis Bacon (film)
Francis Bacon è un documentario del 1988 diretto da David Hinton e basato sulla vita dell'omonimo pittore irlandese Francis Bacon.